# James Moll
Pour les articles homonymes, voir Moll.
James Moll est un réalisateur américain et producteur de films. 
Ses documentaires lui ont permis de remporter un Oscar (pour The Last Days produit par Steven Spielberg), deux Emmy et un Grammy Awards.

## Biographie
James Moll est diplômé de l'USC School of Cinematic Arts in 1987.
Sa société de production,  Allentown Productions Inc., a été basée chez Universal Studios depuis 1994.

## Filmographie

### Réalisateur
- 1998 : The Last Days
- 2002 : Price for Peace
- 2006 : Inheritance
- 2008 : Running the Sahara
- 2011 : Foo Fighters: Back and Forth

### Producteur
- 1992 : Out on a Limb
- 1996 : Survivors of the Holocaust
- 1997 : The Lost Children of Berlin
- 2002 : Broken Silence
- 2002 : Price for Peace
- 2003 : Burma Bridge Busters
- 2004 : Voices from the List
- 2004 : A Remarkable Promise
- 2004 : The Four Chaplains: Sacrifice at Sea
- 2006 : Ten Days that Unexpectedly Changed America: Massacre at Mystic
- 2006 : Inheritance
- 2008 : New Kids on the Block: A Behind the Music Special
- 2008 : Running the Sahara
- 2010 : Murder by Proxy: How America Went Postal
- 2010 : When I Rise
- 2011 : Foo Fighters: Back and Forth

## Nominations et récompenses
- 1996 : Survivors of the Holocaust  : Emmy award[2]
- 1998 : The Last Days : Oscar du meilleur documentaire[3]
- 2009 : Inheritance : Emmy award[source secondaire souhaitée]
- 2011 : Foo Fighters: Back and Forth : Grammy award[4]